# Jacobs Foundation
Die Jacobs Foundation ist eine weltweit tätige Stiftung mit Sitz in Zürich. Sie wurde am 16. Mai 1989 von dem deutsch-schweizerischen Unternehmer Klaus J. Jacobs und seiner Familie gegründet. Ihr Hauptzweck ist die Innovationsförderung in der Kinder- und Jugendentwicklung.

## Hintergrund
Die private Stiftung ist weltweit tätig im Bereich der Kinder und Jugendentwicklung. Sie ist von der «Vision» ihres Gründers geleitet, wonach eine Gesellschaft nur nachhaltig erfolgreich sein kann, wenn sie allen ihren Mitgliedern die Chance auf gute Bildung ermöglicht.
Die Stiftung fördert Forschungsprojekte, wissenschaftliche Institutionen und praktische Interventionsprogramme mit einem Jahresbudget von rund 40 Millionen Franken. Sie unterstützt und begleitet Aktivitäten, die Antworten darauf versprechen, wie der Lebens- und Lernverlauf junger Menschen optimal für eine erfolgreiche Teilhabe an der Gesellschaft gestaltet und unterstützt werden kann.
Die Jacobs Foundation fördert Forschungsprojekte, Praxisprogramme und wissenschaftliche Institutionen. Im Rahmen ihrer Strategie 2030 wird die Stiftung von 2021 bis 2030 eine halbe Milliarde Schweizer Franken investieren, um weltweit Lernen und Bildung zu fördern. Damit werden Programme und Aktivitäten unterstützt, die Antworten darauf versprechen, wie der Lebens- und Lernverlauf junger Menschen optimal für eine erfolgreiche Teilhabe an der Gesellschaft gestaltet werden kann.
Mit ihrer Strategie 2030 hat sich die Jacobs Foundation verpflichtet, eine führende Stiftung im Bereich Lernen und Bildung zu sein, die eine Kultur des Lernens vorlebt und Erkenntnisse aktiv weitergibt. Dadurch will die Stiftung systemischen Wandel auch ausserhalb ihres direkten Wirkungskreise anregen.
Die Jacobs Foundation gliedert ihre Programm-Portfolios, die das Fundament ihrer Strategie 2030 bilden, in drei miteinander verknüpfte Dimensionen des Lernens: Learning Minds, Learning Schools und Learning Societies.

## Stiftungsrat
- Jenny Abramson
- Hans Ambühl, Vizepräsident
- William Egbe
- Sandro Giuliani
- Christian Jacobs, Ehrenpräsident
- Lavinia Jacobs, Präsidentin
- Ulman Lindenberger
- Olaf von Maydell
- Emiliana Vegas

## Geschäftsführer
- László Nagy (1989–1995)
- Theo Brenner (1995–2006)
- Bernd Ebersold (2006–2012)
- Sandro Giuliani (2013–2020)
- Simon Sommer und Fabio Segura (seit 2020)

## Geschichte
Nach der Stiftungsgründung im Jahr 1989, übertrug Klaus J. Jacobs im Jahr 2001 alle Anteile an der Jacobs Holding AG mit einem damaligen Marktwert von 1,433 Milliarden Schweizer Franken an die Jacobs Foundation. Mit einem Wert von heute 7 Milliarden Schweizer Franken (31. Dezember 2020) und einer Jahresausschüttung von 55 Millionen Schweizer Franken gehört die Stiftung zu den größten privaten Stiftungen Europas.
Seit 2007 hat die Jacobs Foundation die Entwicklung der privaten Jacobs University Bremen (vorher International University Bremen) mit insgesamt mehr als 290 Millionen Euro (Stand: 31. Dezember 2020) unterstützt und die Verantwortung für den weiteren Transformationsprozess der Universität im Dezember 2020 an die Hansestadt Bremen und den Verein zur Förderung der wissenschaftlichen Forschung in Bremen e. V. übergeben.
Das Jacobs Center for Productive Youth Development wurde 2003 als Joint Venture zwischen der Jacobs Foundation und der Universität Zürich gegründet. 2015 wurde die Zusammenarbeit ausgebaut und das Forschungszentrum wurde Teil der Philosophischen und der Wirtschaftswissenschaftlichen Fakultät der Universität Zürich.
Die Stiftung trägt auch das 1984 gegründete Johann Jacobs Museum in Zürich (ehemals bekannt als Museum zur Kulturgeschichte des Kaffees), das sich seit seiner Wiedereröffnung im Jahr 2013 der Geschichte der globalen Handelswege widmet.

## Klaus J. Jacobs Awards
Zur Ehren ihres Gründers vergibt die Stiftung seit 2009 jährlich zwei Auszeichnungen für Leistungen aus Forschung und Praxis in der Kinder- und Jugendentwicklung:
Der Klaus J. Jacobs Research Prize honoriert wissenschaftliche Arbeiten mit hoher gesellschaftlicher Relevanz für die Persönlichkeitsentwicklung von Kindern und Jugendlichen. Die Stiftung legt Wert darauf, dass wissenschaftliche Erkenntnisse aus interdisziplinär angelegter Forschung in die Praxis einfliessen. Der Preis ist mit 1 Million Schweizer Franken dotiert.
Der Klaus J. Jacobs Best Practice Prize zeichnet Engagement von Institutionen oder Persönlichkeiten aus, die innovative Lösungen für die Kinder- und Jugendentwicklung praktisch umsetzen. Das Preisgeld beträgt (Stand 2017) 1’000’000 Schweizer Franken.
Die Verleihungen finden jährlich Anfang Dezember an der Universität Zürich in Gegenwart von ca. 270 geladenen internationalen Gästen aus Wissenschaft, Wirtschaft, Politik und Gesellschaft statt.
2018 wurde zur Feier der zehnten Preisvergabe zehn Preise an „soziale Innovatoren und Wegbereiter des Wandels auf dem Gebiet der Kinder- und Jugendentwicklung“ vergeben. Ab 2019 erfolgen die Vergabe des Research Prize und des Best Practice Award im jährlichen Wechsel.

### Nominationsverfahren
Nominierungsberechtigt für den Research Prize sind Fachgesellschaften und Experten weltweit im Bereich der Kinder- und Jugendforschung. Selbstnominationen werden nicht akzeptiert. Ein internationales Gremium aus derzeit neun Experten wählt in einem mehrstufigen Verfahren einen Preisträger mit exzellentem Leistungsausweis.

Der Träger des Best Practice Prize wird vom Stiftungsrat der Jacobs Foundation bestimmt.

### Jury für den Klaus J. Jacobs Research Prize
(Stand 2017)
- Terrie E. Moffitt (Vorsitzende), Duke University, USA
- Jürgen Baumert, Max Planck Institute for Human Development Berlin, Deutschland
- Jere R. Behrman, University of Pennsylvania, USA
- Francesco C. Billari, Bocconi Universität Mailand, Italien
- Dorret Boomsma, Freie Universität Amsterdam, Niederlande
- Uta Frith, University College London, Vereinigtes Königreich
- Kathleen Kiernan, University of York, Vereinigtes Königreich
- Michael Shanahan, Universität Zürich, Schweiz

### Preisträger
| Jahr | Research Prize | Best Practice Prize |
| ---- | --- | --- |
| 2024 | – | Fundacion Escuela Nueva (FEN) Imagine Worldwide Laboratório de Educação (LABEDU) |
| 2023 | Janet Currie | – |
| 2022 | – | Der Luminos-Fond wurde für die Bereitstellung von Bildungsprogrammen für außerschulische Kinder im Alter von 8 bis 14 Jahren in Subsahara-Afrika und im Nahen Osten ausgezeichnet, die ihnen dabei helfen, drei Schuljahre in nur 10 Monaten nachzuholen und sich dann wieder in die kommunal verwalteten Schulen zu integrieren. Die Luker Foundation wurde für ihr Flaggschiff-Alphabetisierungsprogramm „Let’s All Learn to Read“ ausgezeichnet, von dem bisher mehr als 700.000 Kinder und Lehrer in ganz Kolumbien und Panama profitiert haben. Youth Impact wurde für ConnectEd ausgezeichnet, ein ferngesteuertes Low-Tech-Bildungsprogramm, das einfache Mathe-Tutorials per Telefon und SMS anbietet. |
| 2021 | Charles Nelson für seine Forschungsarbeiten über die Auswirkungen widriger Umstände in der Kindheit auf Gehirnentwicklung, Verhaltensstörungen und soziale Stabilität Daniel L. Schwartz für seine Studien zu kognitiven Fragestellungen mittels innovativer Lernexperimente, die zu neuen Erkenntnissen in der Bildungsforschung beigetragen haben.                                                                                              | – |
| 2020 | – | Christian Vögeli (Dybuster, Schweiz) für seinen Einsatz, Kinder mit Dyslexie oder Dyskalkulie effektiv beim Lernen zu unterstützen. Laura Brown (PEAS, Subsahara) für ihr Engagement, den am stärksten benachteiligten Schülerinnen und Schülern in Uganda und Sambia eine qualitativ hochwertige Ausbildung zu ermöglichen. Nisha Ligon (Ubongo, Tansania) für ihren Einsatz, Kinder in Afrika mit lokal angepasstem und qualitativ hochwertigem Edutainment zu unterstützen. 2020 wurden die Preise an Projekte verliehen, die sich insbesondere während der Herausforderungen im Zusammenhang mit COVID-19 bewährt haben.                                                                                   |
| 2019 | Daphne Bavelier (Universität Genf) für ihre Arbeiten zur Veränderung kognitiver Fähigkeiten durch Action-Videospiele | – |
| 2018 | Boris Bulayev (Educate!, Ostafrika), Rana Dajani (We Love Reading, Jordanien), Luke Dowdney (Fight For Peace, Brasilien), Noreen M. Huni (REPSSI, Südafrika), Lucia Kossarova (BUDDY, Slowakei), Nathalia Mesa (aeioTU, Kolumbien), Selcuk Sirin (New York University, USA), Judy Stuart (Future Farmers Foundation, Südafrika), Agatha Thapa (Seto Gurans National Child Development Service, Nepal), James Urdang (Education Africa, Südafrika) | Boris Bulayev (Educate!, Ostafrika), Rana Dajani (We Love Reading, Jordanien), Luke Dowdney (Fight For Peace, Brasilien), Noreen M. Huni (REPSSI, Südafrika), Lucia Kossarova (BUDDY, Slowakei), Nathalia Mesa (aeioTU, Kolumbien), Selcuk Sirin (New York University, USA), Judy Stuart (Future Farmers Foundation, Südafrika), Agatha Thapa (Seto Gurans National Child Development Service, Nepal), James Urdang (Education Africa, Südafrika) |
| 2017 | Paul Bloom (Yale University) für seine Arbeiten zur Entwicklung von Moralgefühl und Moralvorstellung | War Child „für ihr Programm, das die Lebensbedingungen von Kindern in Kriegsgebieten verbessern will, indem ihr psychosoziales Wohlbefinden gestärkt wird und sie emotionale Resilienz für ihre Zukunft entwickeln.“ |
| 2016 | Orazio P. Attanasio (University College London, UK) für seine Arbeiten, die ökonomische Modelle mit Feldversuchen kombinieren. | ICS-SP in Nairobi, Kenya für die Kombination von auf wissenschaftlichen Ergebnissen basierendem Training für Eltern mit Training für landwirtschaftliche Unternehmungen. |
| 2015 | Sarah-Jayne Blakemore (University College London, UK) für ihre Forschung zum Verständnis von emotionaler und sozialer Hirnentwicklung im Jugendalter. | Gesamtschule Unterstrass (Zürich, Schweiz) für ihr innovatives Projekt zu sozialem und emotionalem Lernen, das soziale Kompetenzen in den Schweizer Lehrplan aufgenommen hat. |
| 2014 | Michael J. Meaney (McGill University, Montreal, Kanada) für seine Forschung zu den Mechanismen wie sich elterliche Fürsorge in die Biologie von Kindern einbettet. | Serenity Harm Reduction Programme Zambia (SHARPZ) für ihre evidenzbasierte kognitive Verhaltenstherapie für traumatisierte Kinder und deren Familien in Sambia. |
| 2013 | Greg J. Duncan (School of Education, University of California, Irvine) für seine Forschung zu den langfristigen Auswirkungen frühkindlicher Armut. | ELTERN-AG aus Deutschland für ihr Präventionsprogramm der frühen Bildung für Familien in besonders belastenden Lebenslagen. |
| 2012 | Dante Cicchetti (University of Minnesota) für seine Forschung zur Widerstandsfähigkeit von Kindern und den Entwicklungsfolgen belastender Lebensumstände. | Stiftung Off Road Kids für ihre überregionale Strassensozialarbeit zugunsten von Ausreissern und Strassenkindern in Deutschland. |
| 2011 | Michael Tomasello (Max-Planck-Institut für evolutionäre Anthropologie) für seine Forschung zur Identifizierung ausschliesslich menschlicher Formen der Kooperation, Kommunikation und des kulturellen Lernens. | Christiane Daepp für die Entwicklung von Ideenbüro, einem Programm, das Schulkindern dazu verhilft, Verantwortung zu übernehmen und Zusammenarbeit zu lernen. |
| 2010 | Terrie E. Moffitt und Avshalom Caspi (Duke University und King’s College London) für ihre Forschung zum Zusammenspiel genetischer und sozialer Einflüsse auf die Entwicklung von Kindern und Jugendlichen. | Die Organisationen Opstapje Deutschland e. V. und a:primo für ihr Engagement in der frühen Förderung sozial benachteiligter Kinder durch die erfolgreiche Umsetzung eines Spiel- und Förderprogramms in Deutschland und in der Schweiz. |
| 2009 | Laurence Steinberg (Temple University) für seine Forschung zur Psychopathologie sowie zum Risiko- und Entscheidungsverhalten von Jugendlichen. | Pater Johann Casutt für die erfolgreiche Anpassung des Schweizer Modells für die Berufsbildung von Jugendlichen in Indonesien. |

## JUVENIR: Die Schweizer Jugendstudienserie der Jacobs Foundation
Juvenir ist eine repräsentative Studienreihe der zu aktuellen Themen von Jugendlichen in der Schweiz. Als einzige Schweizer Studienreihe spricht Juvenir nicht nur über Jugendliche, sondern mit ihnen. Dazu verwendet Juvenir die sozialen Medien. Die Jugendlichen können dabei die Resultate bei Facebook diskutieren. Dort haben alle Interessierten die Möglichkeit, die Ergebnisse zu bewerten und sich gegebenenfalls von Mehrheitsmeinungen abzugrenzen. Die Studien werden jährlich erhoben, die erste Studie erschien im Jahr 2012.

### Studien
- JUVENIR 1.0: Unser Platz - Jugendliche im öffentlichen Raum (Erscheinungsdatum 2012)
- JUVENIR 2.0: Die erste grosse Entscheidung. Wie Schweizer Jugendliche eine (Berufs-)Ausbildung wählen. (Erscheinungsdatum 2013)
- JUVENIR 3.0: Geld - (k)ein Thema. Wie es um die Finanzen der Schweizer Jugendlichen steht. (Erscheinungsdatum 2014)
- JUVENIR 4.0: Zuviel Stress, zuviel Druck! Wie Schweizer Jugendliche mit Stress und Leistungsdruck umgehen. (Erscheinungsdatum 2015)

Die Studien stehen jeweils als Langfassung (Gesamtstudie) und Kurzfassung im Internet zum Download bereit.